# Voice of America

Logo

Voice of America (VoA) is de officiële buitenlandse zender van de Verenigde Staten en is gevestigd in Washington Naast het Engels, zijn er uitzendingen in 43 andere talen. De zender brengt nieuwsberichten, informatie en cultuuruitzendingen.
Voice of America zendt uit per FM, AM, korte golffrequenties, satelliet. Via het internet is het zowel via streaming als download te beluisteren.
De zender werd opgezet in de Tweede Wereldoorlog als vrijheidszender en bracht tijdens de Koude Oorlog het nieuws vanuit Amerikaans perspectief. Om die reden wordt de zender door andere landen ook wel als propaganda betiteld.
Onder president Trump werd de financiering van de zender door de VS in maart 2025 stopgezet.

## Talen
De zender zendt in verschillende talen uit, waarbij er naast het Engels ook het Special English wordt gebruikt.
- Afaan Oromo
- Albanees
- Amhaars
- Armeens
- Azerbeidzjaans
- Bosnisch
- Creools
- Dari
- Engels
- Frans
- Georgisch

- Grieks
- Hausa
- Hindi
- Indonesisch
- Kantonees
- Khmer
- Kinyarwanda
- Kirundi
- Koerdisch
- Koreaans
- Kroatisch

- Laotiaans
- Macedonisch
- Mandarijn
- Noord-Ndebele
- Oekraïens
- Oezbeeks
- Pasjtoe
- Perzisch
- Portugees
- Russisch
- Servisch

- Shona
- Somalisch
- Spaans
- Swahili
- Tagalog
- Thai
- Tibetaans
- Tigrinya
- Turks
- Urdu
- Vietnamees